# Koste Seselwa

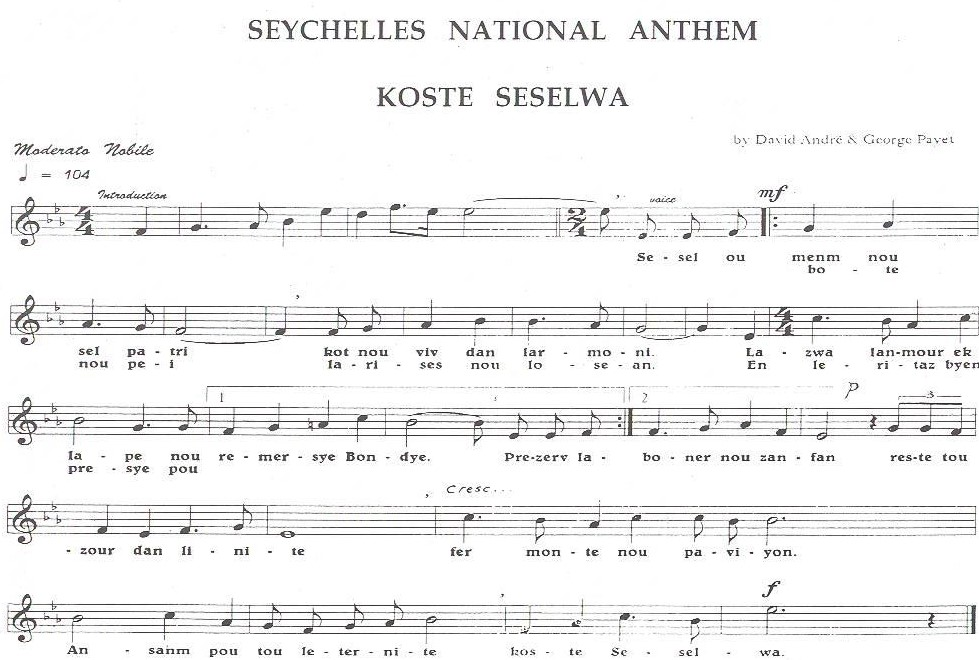
Noten zur Hymne

Koste Seselwa ist die Nationalhymne der Seychellen. Die offizielle Version der Nationalhymne, die zusammen mit der neuen Flagge am 18. Juni 1996 eingeführt wurde, ist in Seselwa abgefasst. Die englischen und französischen Übersetzungen sind nicht offiziell.
Offizieller Text der Hymne:
Koste Seselwa

Sesel ou menm nou sel patri

Kot nou viv dan larmoni

Lazwa, lanmour ek lape

Nou remersye Bondye

Preserv labote nou pei

Larises nou losean

En leritaz byen presye

Pour boner nou zanfan

Reste touzour dan linite

Fer monte nou paviyon

Ansanm pou tou leternite

Koste Seselwa!
Inoffizielle englische Übersetzung:
Come Together Seychellois!

Seychelles you are our only motherland

Where we live in harmony,

Joy, love and peace

We give thanks to God

Preserve the beauty of our country

The richness of our ocean

A precious heritage

For the future of our children

Let us always be united

As we hoist our flag

Together, for all eternity

Come together Seychellois!
Inoffizielle französische Übersetzung:
Unissons-nous Seychellois!

Seychelles, tu es notre seule patrie

Où nous vivons dans l’harmonie,

La joie, l’amour et la paix.

Nous en remercions Dieu.

Préservons la beauté de notre pays,

La richesse de notre océan,

Un héritage précieux:

Pour le bonheur de nos enfants.

Soyons toujours unis

En hissant notre drapeau.

Ensemble, pour toute l’éternité,

Unissons-nous seychellois!
Inoffizielle deutsche Übersetzung
Vereinigt euch Seychellen!

Seychellen, die unsere einzige Heimat sind

Wo wir in Harmonie leben,

Freude, Liebe und Frieden

Wir danken Gott

Bewahren Sie die Schönheit unseres Landes

Der Reichtum unseres Ozeans

Ein kostbares Erbe

Für die Zukunft unserer Kinder

Lassen Sie uns immer einig sein

Wie wir hissen unsere Flagge

Gemeinsam für alle Ewigkeit

Vereinigt euch Seychellen!